# Palazzo Baldovini
Palazzo Baldovini è un edificio civile del centro storico di Firenze, situato tra via del Proconsolo 3, via Dante Alighieri e via del Presto. Vi ha attualmente sede il Grand Hotel Cavour.

## Storia e descrizione
L'edificio appare come frutto della riunificazione di più case, già proprietà della famiglia da Filicaia, acquistate nel 1469 dai Baldovini del Pannocchia. Questi eressero un grande palazzo che la famiglia abitò fino al 1627. Nei successivi passaggi di proprietà le trasformazioni furono tali da conferire al palazzo un aspetto totalmente moderno, frutto di una radicale riconfigurazione dell'ampio fronte attuata nella seconda metà dell'Ottocento, seppure sempre riconducibile a forme e modelli rinascimentali. 

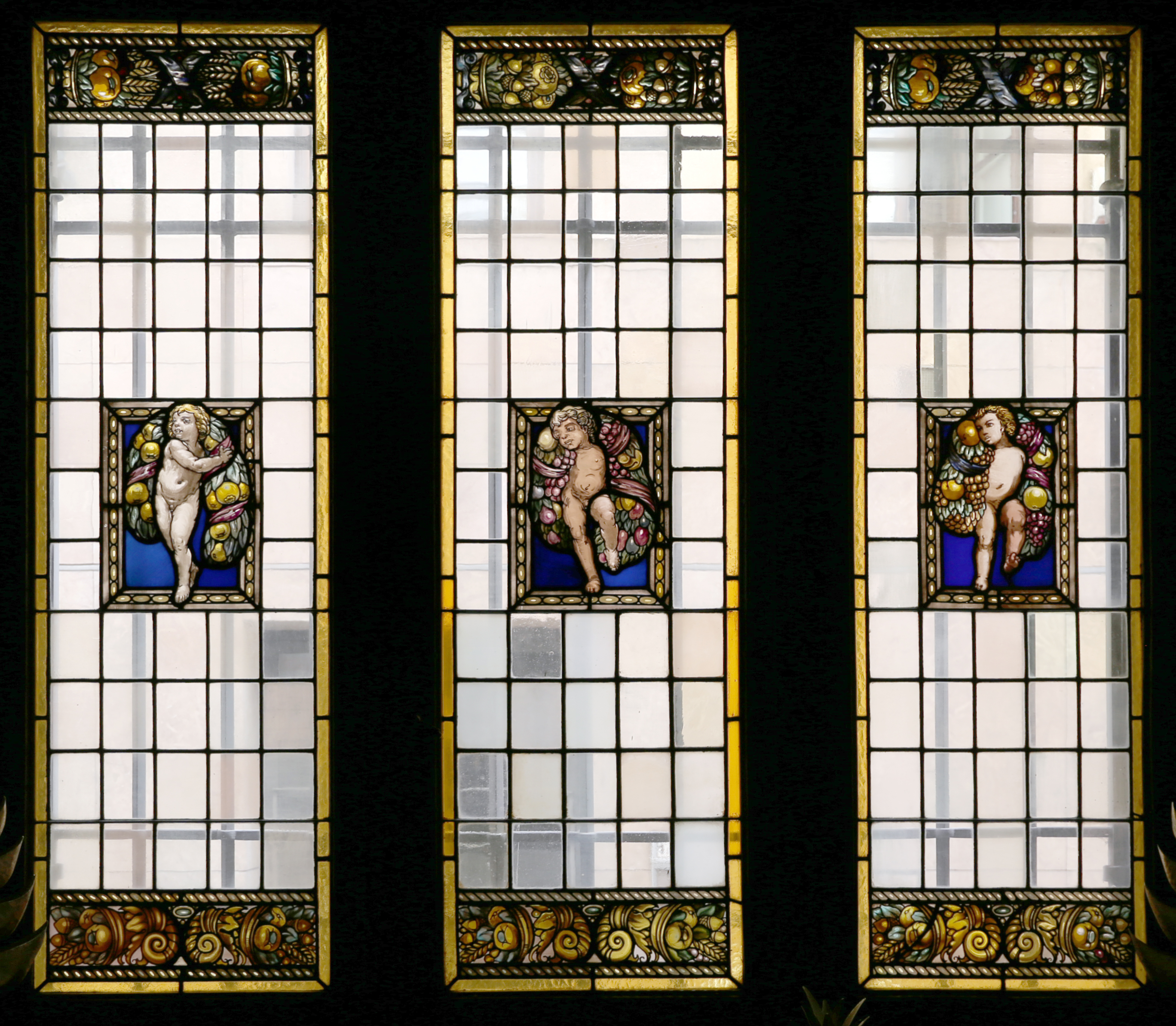
Vetrate liberty

Documentato come albergo già alla metà del XIX secolo (e di riferimento per parlamentari e ministri negli anni di Firenze Capitale tra il 1865 e il 1871), il palazzo è tuttora sede del Grand Hotel Cavour (la denominazione è ancora quella acquisita nell'Ottocento). Un cantiere per il "rialzamento dello stabile" è documentato nell'Archivio Storico del Comune di Firenze tra il 1926 e il 1927. 
Attualmente il fronte principale si sviluppa su quattro piani per ben dieci assi e si caratterizza, in linea con il gusto dell'architettura accademica dei decenni successivi al periodo di Firenze Capitale, per la presenza di un terreno segnato da finto bugnato, il piano nobile con finestre a timpano triangolare, le quattro centrali arricchite da un balcone che protegge l'ampio portone di accesso. Sempre al centro del fronte (che nel 1897 è documentato come "in riparazione" e che le carte dell'Archivio Storico del Comune di Firenze indicano come ancora oggetto di lavori nel 1904) è uno scudo con l'arme degli Stiozzi Ridolfi (troncato, nel primo al grifone, accompagnato nel cantone destro del capo di un giglio; nel secondo, abbassato, al monte di sei cime e alla banda diminuita attraversante accompagnato in capo dalla corona infilata da due foglie di palma). 
Negli spazi interni rimangono dell'antica storia i resti della corte della residenza tardo trecentesca, ora coperta, con massicci pilastri ottangolari arricchiti da capitelli a foglia d'acqua. Negli ambienti al terreno dal lato di via Dante Alighieri, dove è attualmente il ristorante Nu Ovo (già ristorante Beatrice, segnato con il 29 rosso) si segnala la decorazione a mano libera e a stampini delle pareti e del soffitto, risalente al 1930 e dovuta alle mani di Galileo e Tito Chini, "condotta secondo i dettami del gusto eclettico e storicistico attraverso il bizzarro accostamento di temi e motivi Liberty e neorinascimentali" (Ugolini 2002). Degli stessi Chini sono anche le finestre vetrate policrome della sala che si affaccia su via Dante Alighieri, con putti ignudi tra festoni di pannocchie, spighe di grano e grappoli d'uva. 

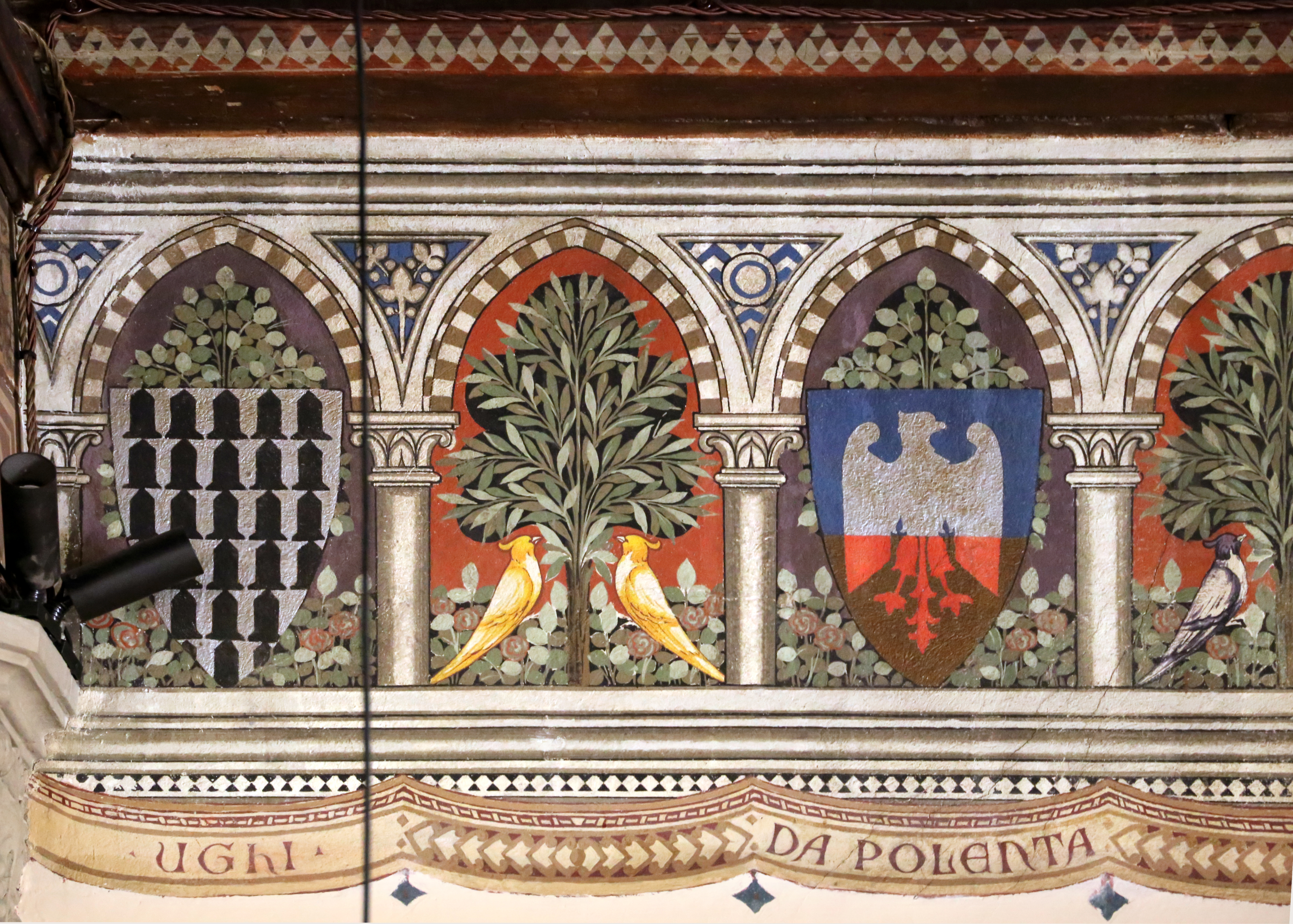
Decorazioni con scudi neomedievali

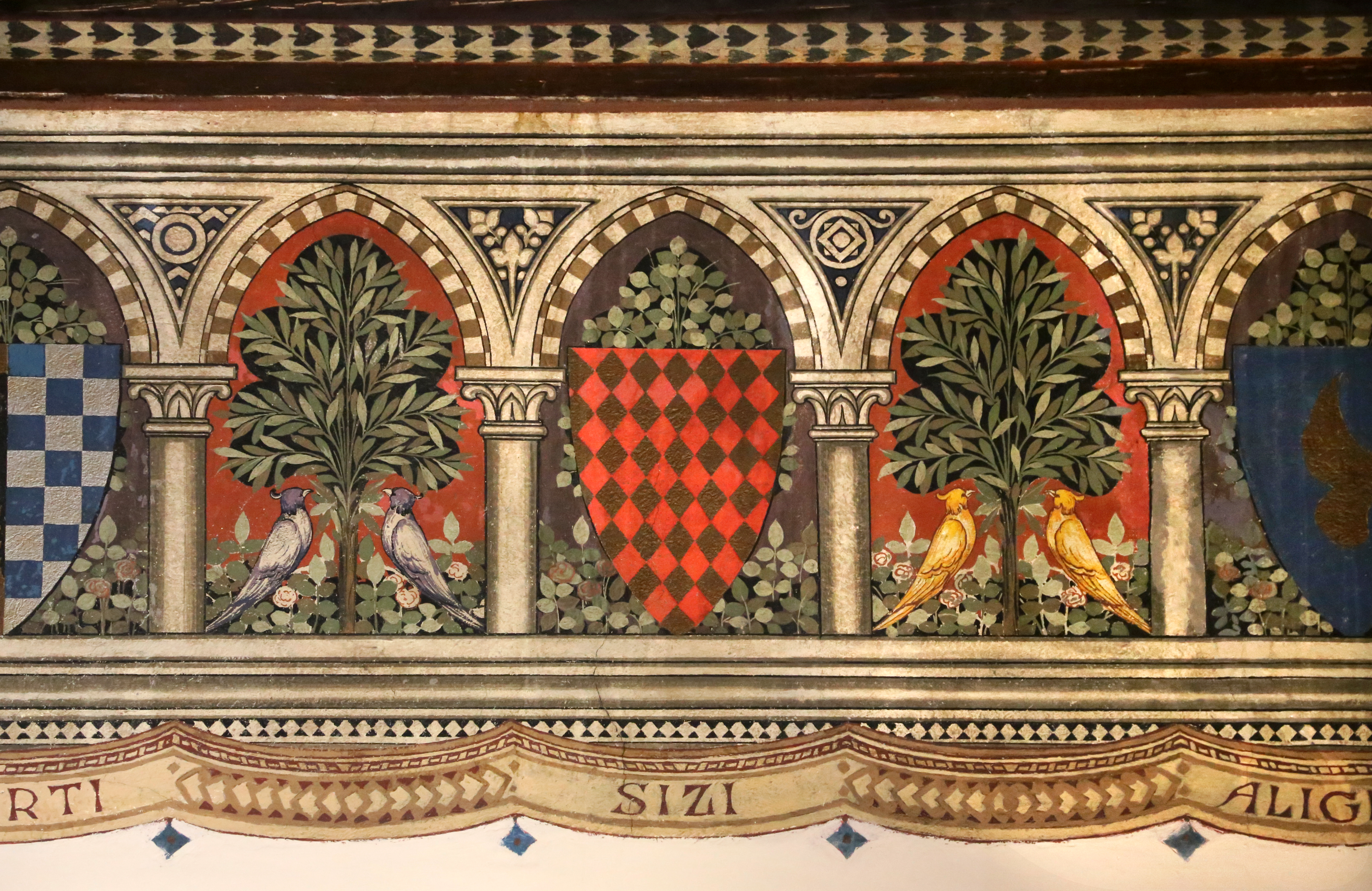
Decorazioni con scudi neomedievali

Per quanto riguarda gli ospiti illustri dell'albergo si ricordano il Presidente del Consiglio Bettino Ricasoli e il generale Enrico Cialdini. Accanto a questi, vari nomi legati al mondo dello spettacolo hanno fatto nel tempo dell'albergo la propria casa fiorentina, come Paola Borboni, Edoardo De Filippo e il regista Bernardo Bertolucci.
Su via del Presto il retro dell'edificio, un esteso casamento privo di elementi caratterizzanti, è segnalato nello stradario di Bargellini e Guarnieri per la presenza, sull'angolo con via Dante Alighieri, del "pilastro di pietra forte di una solida struttura trecentesca". Su via Alighieri, ai lati di una porta di servizio, si vedono due buchette del vino: a Firenze sono le uniche "in coppia".

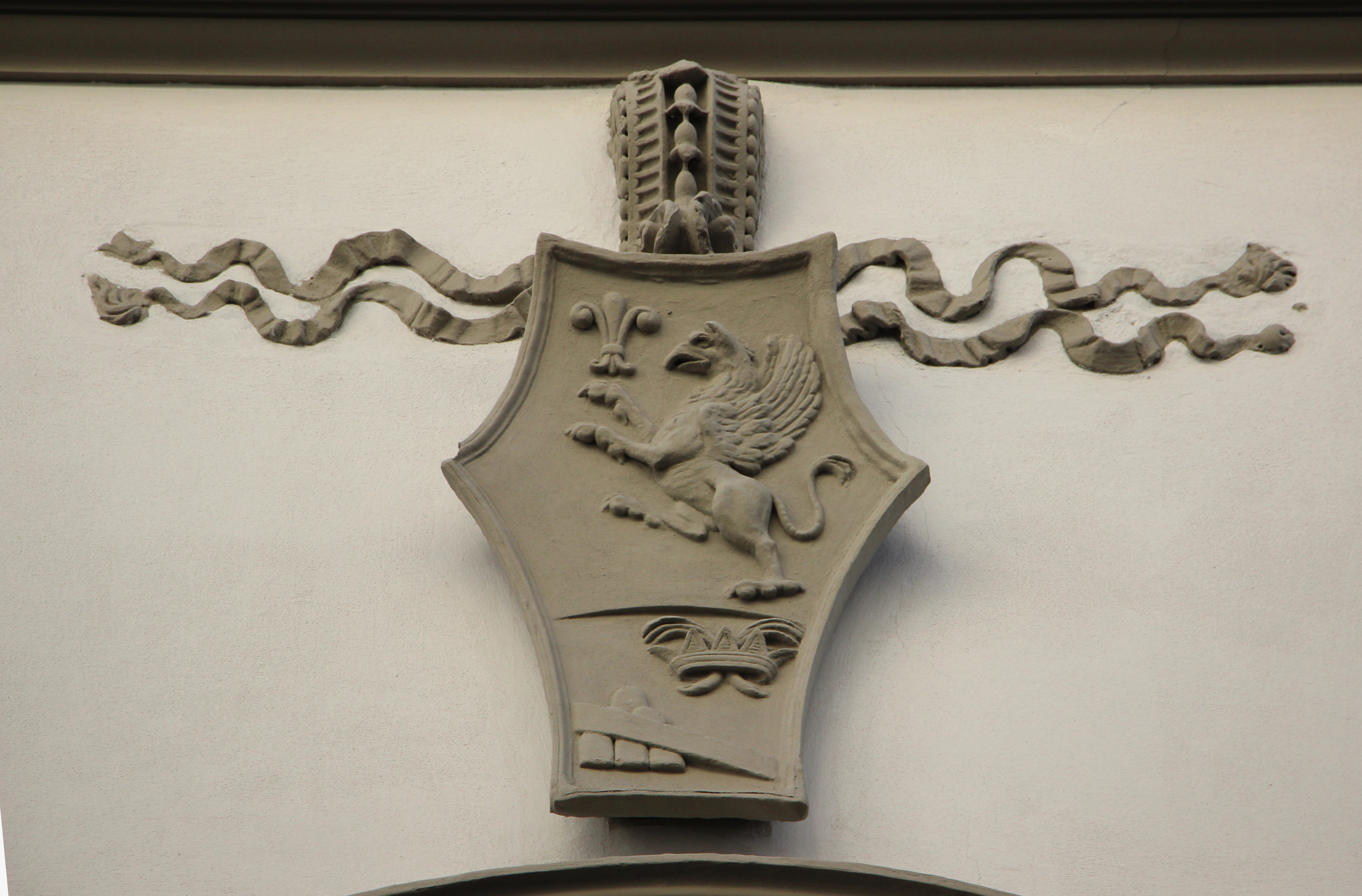
Stemma Stiozzi Ridolfi
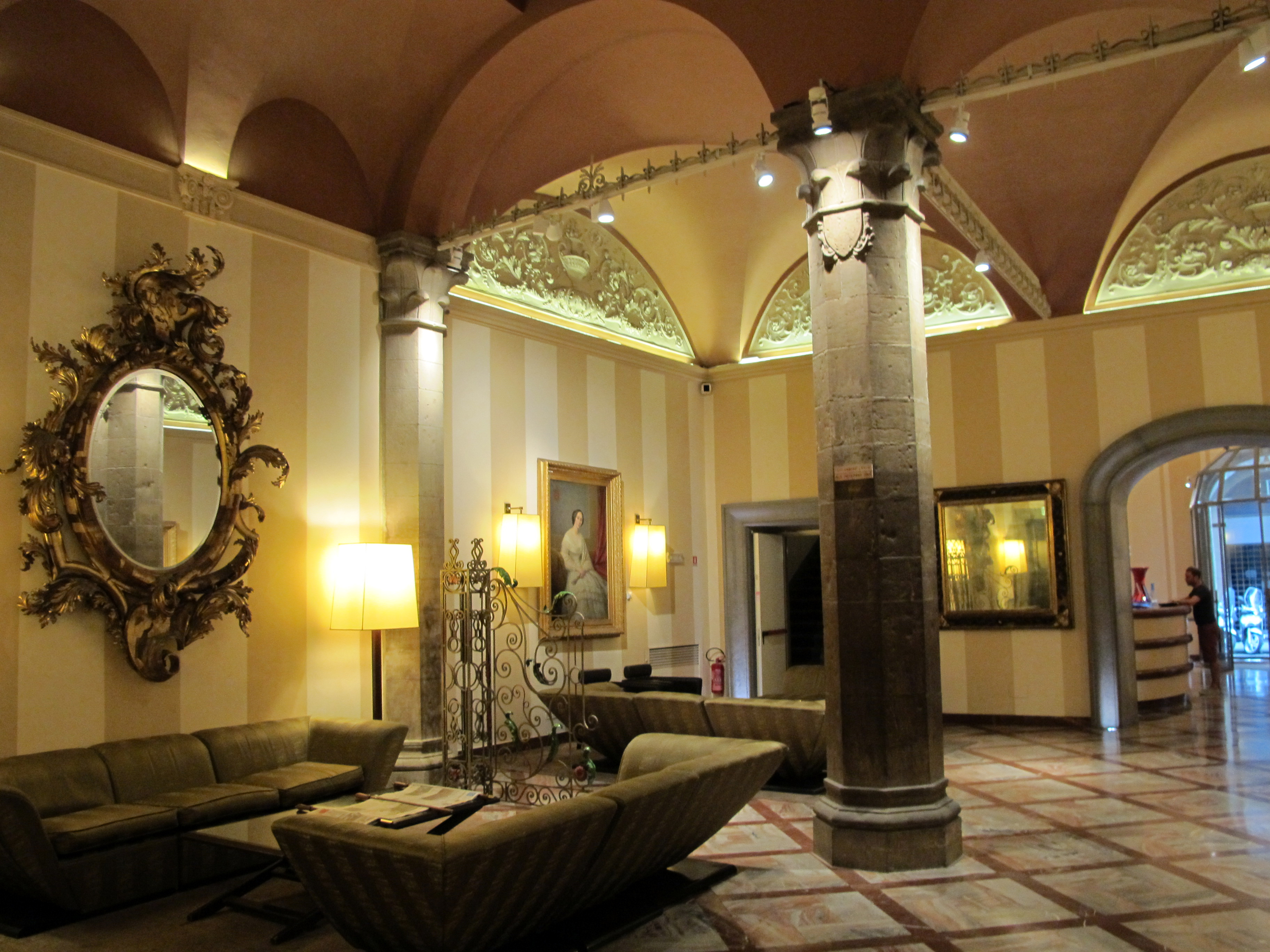
Hall dell'albergo, già cortile
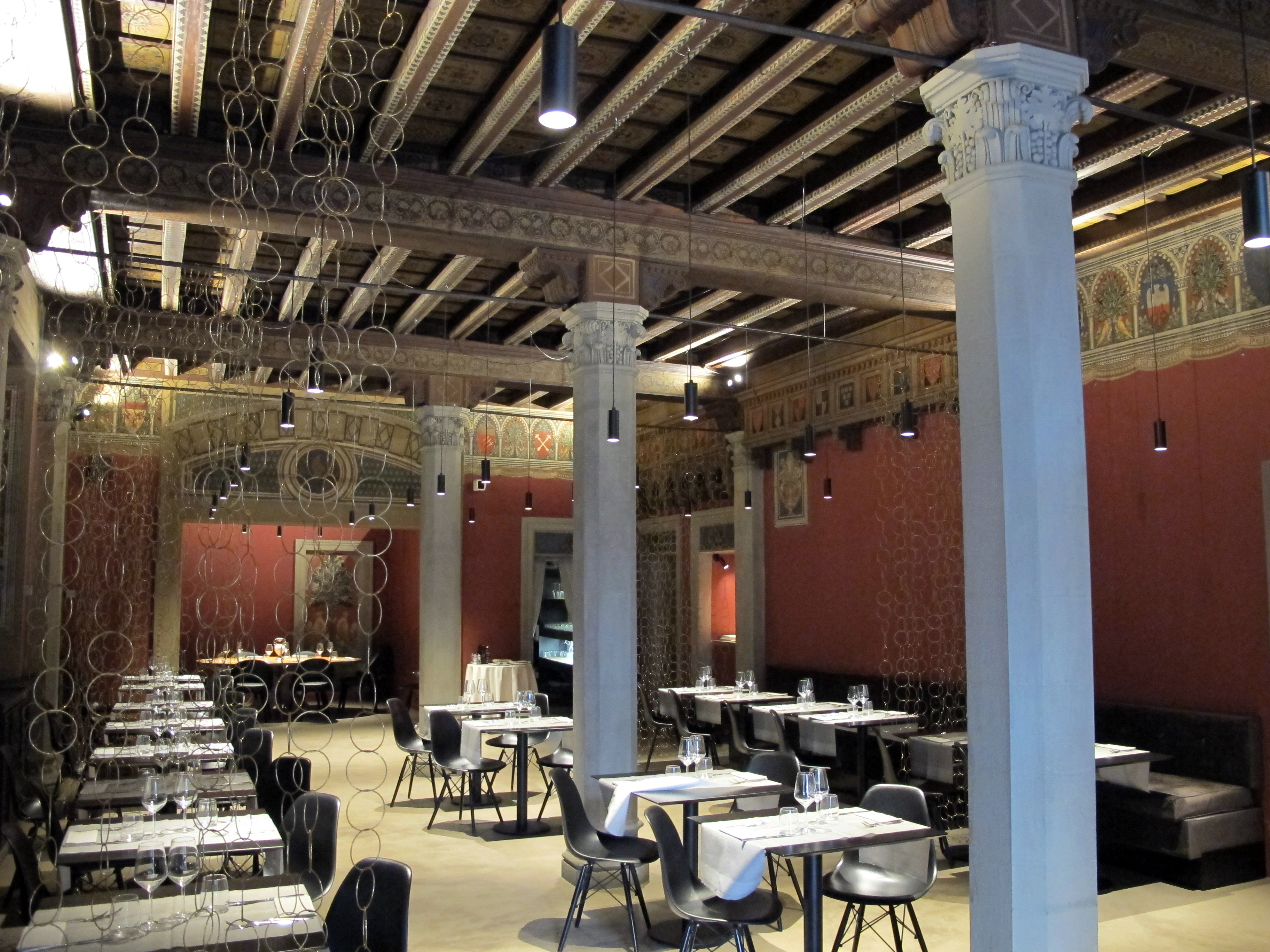
La sala del ristornante
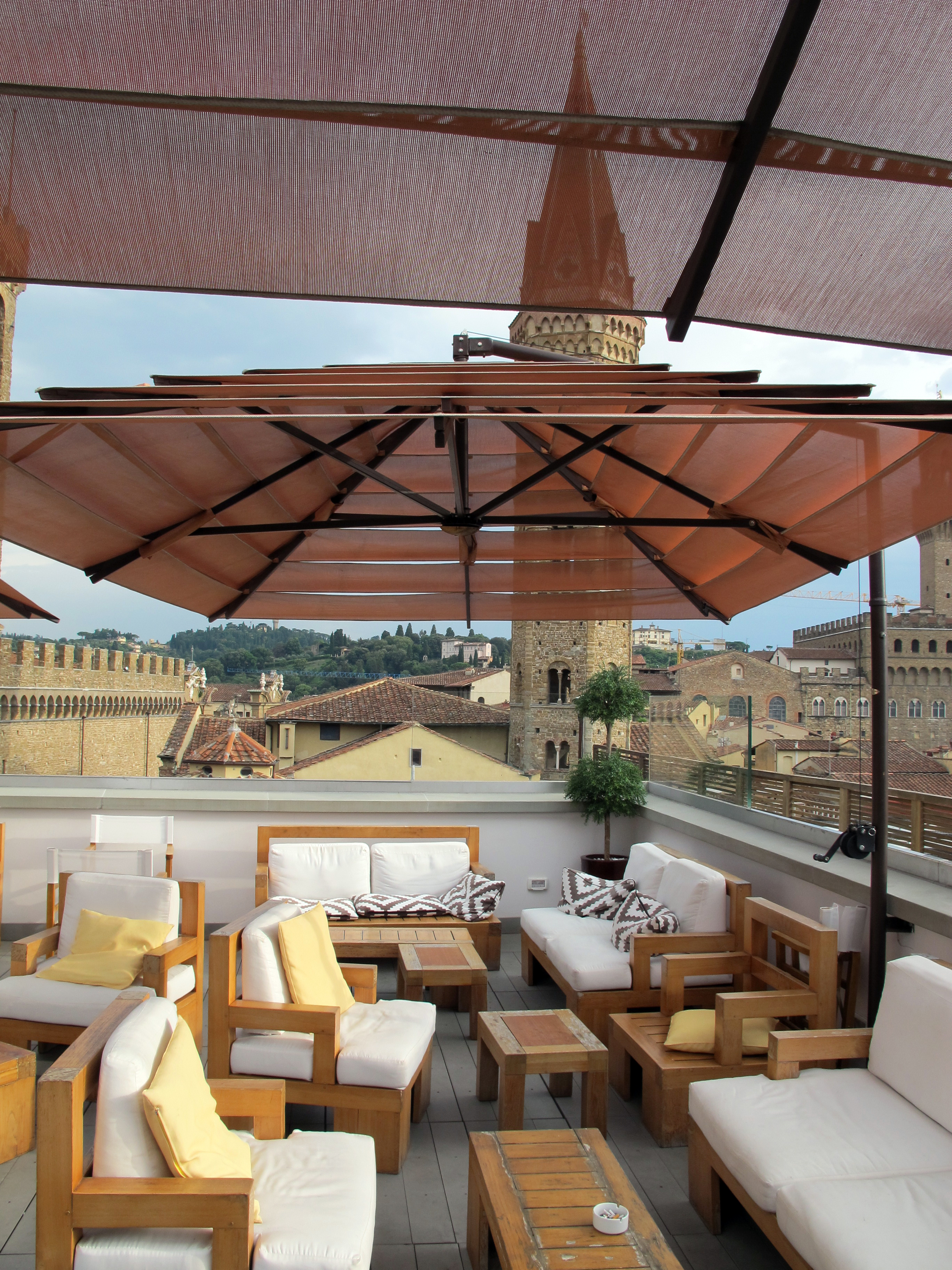
La terrazza